# Viola cameleo
Viola cameleo H.Boissieu – gatunek roślin z rodziny fiołkowatych (Violaceae). Występuje naturalnie w Chinach – w Syczuanie, zachodniej części Hubei i północno-zachodnim Junnanie. 

## Morfologia
PokrójBylina dorastająca do 20 cm wysokości, tworzy kłącza.
LiścieBlaszka liściowa ma kształt od owalnego do owalnie trojkatnego. Mierzy 1,5–3 cm długości oraz 2–3,5 cm szerokości, jest karbowana na brzegu, ma sercowatą lub ściętą nasadę i spiczasty wierzchołek. Ogonek liściowy jest nagi i ma 6–8 cm długości. Przylistki są lancetowate i osiągają 3–20 mm długości.
KwiatyPojedyncze, wyrastające z kątów pędów. Mają działki kielicha o równowąskim kształcie i dorastające do 5 mm długości. Płatki są podługowate, mają żółtą barwę oraz 10 mm długości, płatek przedni jest odwrotnie jajowaty, wyposażony w obłą ostrogę o długości 3-4 mm.

## Biologia i ekologia
Rośnie w lasach, na łąkach i brzegach cieków wodnych. Występuje na wysokości od 1800 do 3800 m n.p.m.